# Offshore-Windpark Barrow
Barrow Offshore Wind Farm ist ein von Dong Energy betriebener Offshore-Windpark in der Irischen See.

## Allgemeines
Der Windpark befindet sich etwa 7 km südwestlich der Insel Walney Island in der Nähe von Barrow-in-Furness und wurde in einer Wassertiefe von 15 bis 20 Metern errichtet. Die installierte Leistung beträgt 90 MW. Pro Jahr wird ein Stromertrag von 305 GWh erwartet, was einer mittleren Leistung von rund 35 MW entspricht, womit 65.000 britische Haushalte versorgt werden können. Der Nutzungsgrad der Anlagen liegt damit bei rund 39 %.
In der Nähe von Barrow liegen drei weitere Offshore-Windparks: Ormonde, Walney und West of Duddon Sands.

## Geschichte
Erste Planungen für den Offshore-Windpark wurden von dem Unternehmen Warwick Energy Limited durchgeführt, später wurde das Projekt durch Dong Energy übernommen. Nachdem die Planungen 2003 abgeschlossen waren, wurden 2004 die für den Bau nötigen Aufträge an ein von Vestas geführtes Firmenkonsortium übergeben. Im April 2005 wurde mit der Errichtung der Umspannplattform begonnen. Die Installation der Windkraftanlagen erfolgte nach Errichtung der Monopiles ab November 2005. Ab März 2006 gingen die Anlagen sukzessive ans Netz, die offizielle Eröffnung des Windparks fand am 25. September 2006 statt.

## Technik
Zum Einsatz kommen 30 Windkraftanlagen des Typs Vestas V90-3MW mit einem Rotordurchmesser von 90 m und einer Nabenhöhe von 75 m, die auf Monopiles errichtet wurden. Der Windpark besteht aus vier 750 m auseinander liegenden Reihen von Windturbinen, von denen je zwei Reihen aus sieben und zwei aus acht Windkraftanlagen gebildet werden. Innerhalb der Reihen beträgt der Abstand von Turbine zu Turbine 500 m.
Eingespeist wird der erzeugte Strom in die Umspannstation in Heysham, mit der die windparkeigene Umspannplattform über ein Seekabel verbunden ist. In die gleiche Umspannstation speist auch der Offshore-Windpark Ormonde ein. In dieser wird die Spannung von 33 kV (Spannungsebene der Windturbinen) auf 132 kV hochtransformiert.